# أدوية حيوية نانوية
الأدوية الحيوية النانوية وهي علم وفرع من البحث العلمي مشترك بين عدة حقول علمية التي تنطوي على إنتاج وتصنيع (أو تحوير) المنتجات الصيدلانية من خلال تطبيقات مثل التقانة نانوية حيوية ومن الأمثلة عليها هي الجسيمات المتناهية الصغر، الجسيمات الشحمية. إنها تنطوي على معارف من التقانة نانوية حيوية، والتقانة الحيوية، وعلم الصيدلة الحيوية.